# 主機埠介面
主機埠介面（Host Port Interface）是美國德州儀器（TI）公司提供數字信號處理器（DSP）的溝通介面。
HPI有HPI-8和HPI-16兩種，分別針對8位元與16位元的資料作傳輸。HPI-8和HPI-16傳輸方式又分為「標準型」和「增強型」。
HPI的資料傳輸依功能可分為2部分：外部傳輸和內部傳輸。所謂的外部傳輸是指主機和HPI暫存器之間的傳輸。至於內部傳輸是指HPI暫存器和DSP內部的RAM傳輸。